# 唐弼
唐弼（6世纪—617年），隋末民变起义军领袖，扶风人。
614年二月廿九日，唐弼拥立李弘芝为天子，有部众十万人，唐弼自称唐王。617年，薛举派他的儿子薛仁果攻打扶风郡，唐弼据守汧源抵抗。薛举派使者招降唐弼，唐弼杀死了李弘芝，请求归降薛举。薛仁果乘此时唐弼没有防备，袭击攻取汧源，获得了唐弼的全部部众。唐弼率数百骑兵逃到扶风郡请降，扶风太守窦璡杀死唐弼。
清代小说《说唐》中有唐璧，为秦叔宝在隋朝的上司，事迹与小说《隋唐演义》中的来护儿大致相同，但后来也成为十八路反王之一，其他没有多少情节与历史上的唐弼相同。